# 新水前寺站
新水前寺站（日语：／ Shin-Suizenji eki */?）是位於熊本縣熊本市中央區，九州旅客鐵道（JR九州）的豐肥本線車站。
本條目同時記述熊本市交通局的新水前寺站前停留場。

## 概要
設置此站的理由是JR豐肥本線水前寺站與熊本市電水前寺線水前寺站通停留場相距500米，因此若需要轉乘會造成不便。另外，在熊本縣道28號（即「電車通」）沿線上的高校和大學等設施增加，使水前寺站十分繁忙，為了解決這個問題，遂決定在此處加設JR車站。
而在此站設置後，熊本市電的水前寺站通停留場和新水前寺站成為了轉乘站。為了把電車站名稱和車站名稱一致，於2011年3月1日，電車站名稱改為現名。而為了方便乘客轉乘市電和JR豐肥本線，熊本縣政府把新水前寺站前停留場加設通道直接連接新水前寺站。在2008年7月6日，JR於舊站房的另一端設置了臨時月台和臨時站房，以作為日後新站房和月台的位置。2010年6月19日，高架橋上的新月台開始使用。而橫跨電車通（縣道28號）的舊路軌和鐵橋於同年8月前撤走。2011年4月，新站房和新電車站同時落成。而連接JR車站與熊本電鐵月台的行人天橋亦於2011年7月開始使用。

### 舊・新水前寺站的樣子

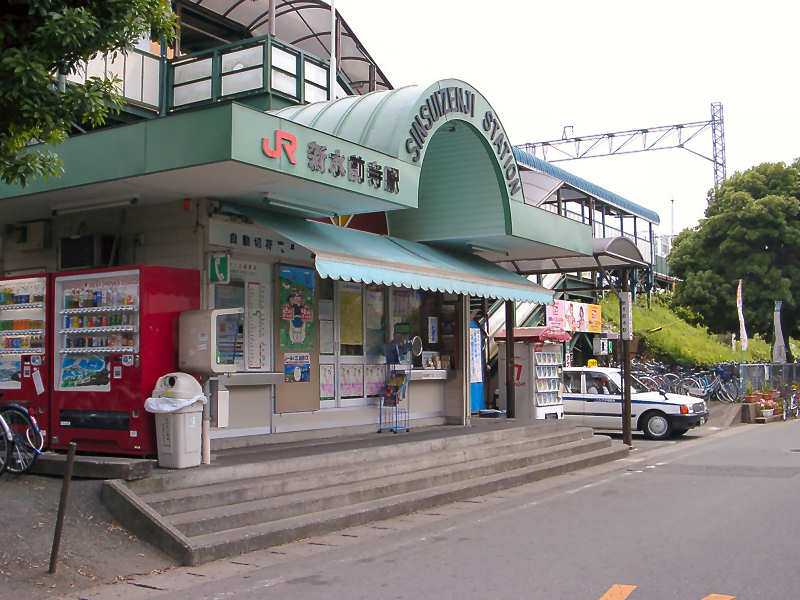
舊站房
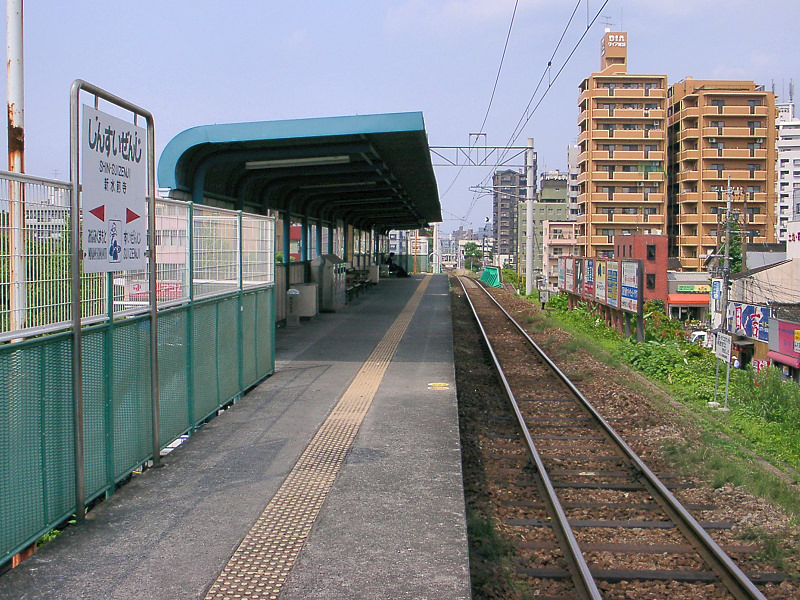
舊月台
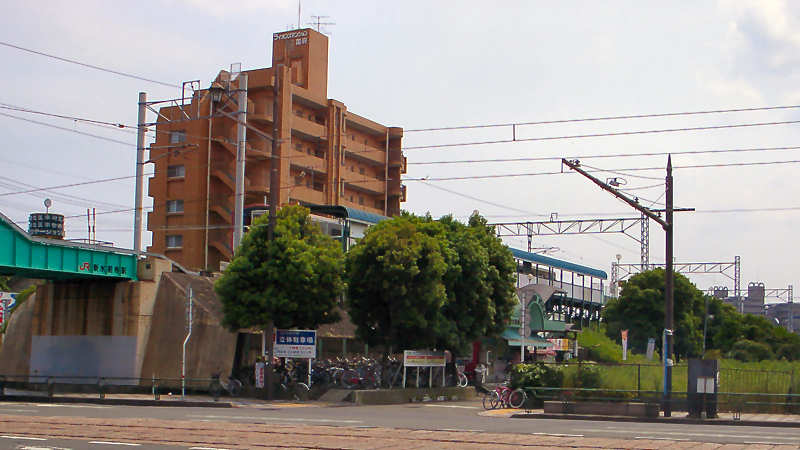
舊車房及舊月台的遠景
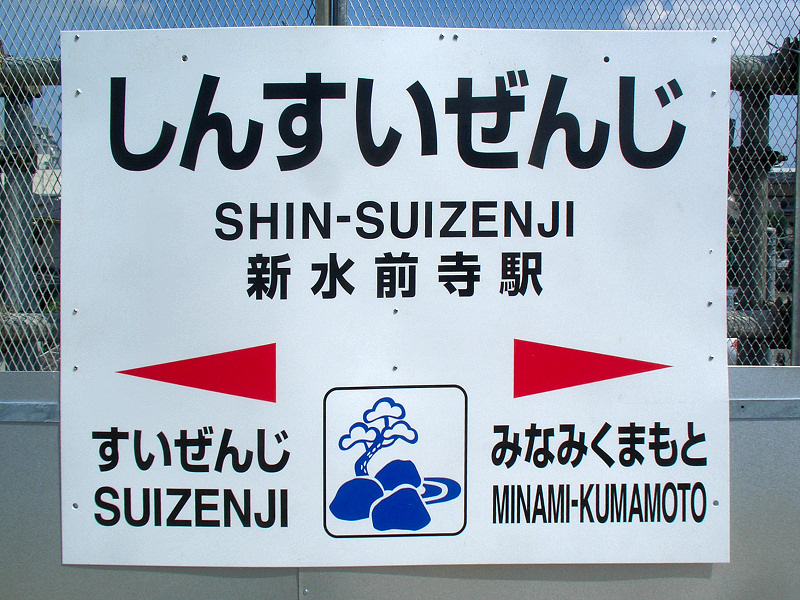
站名牌的圖案是水前寺成趣園
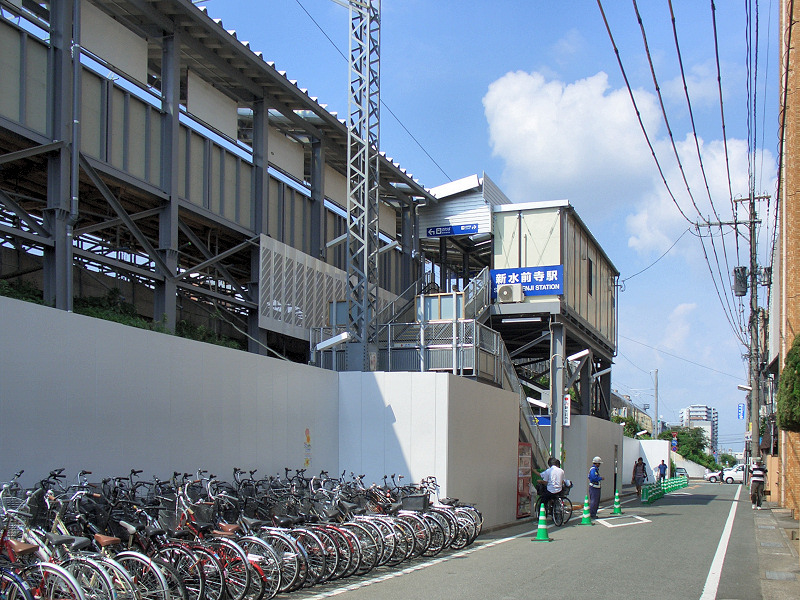
臨時站房（2008年8月）
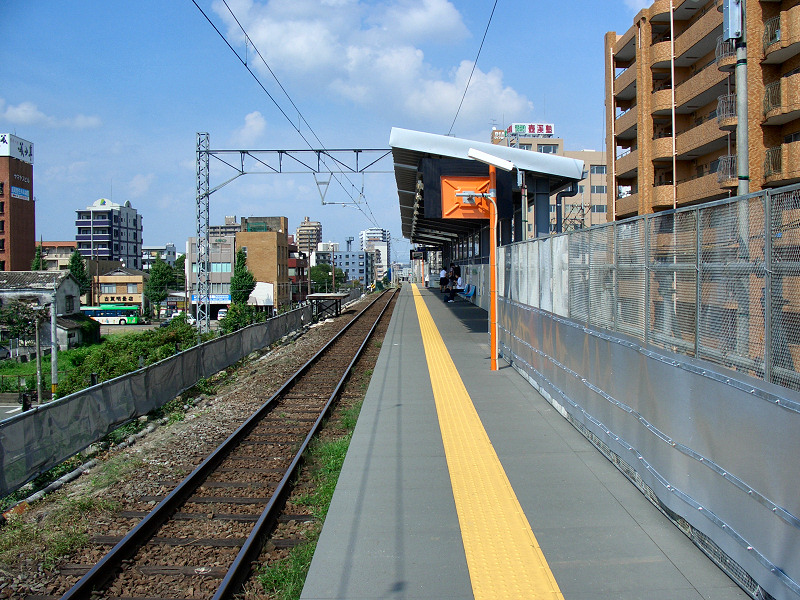
在2008年7月6日至2010年6月18日之間使用的臨時月台
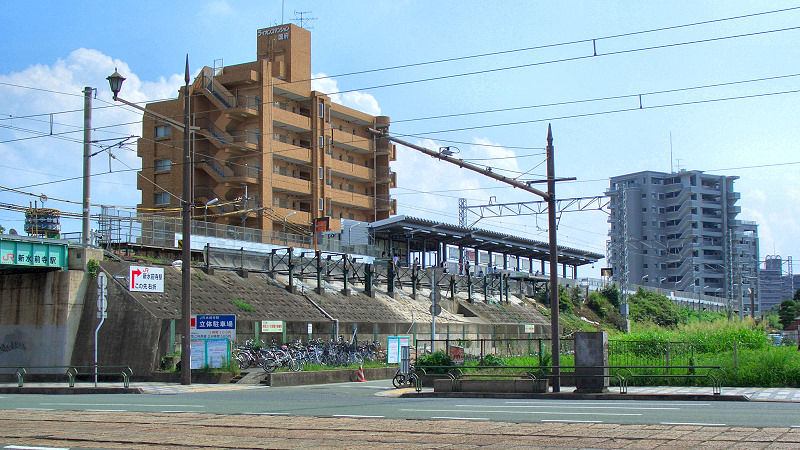
臨時站房及月台的遠景

## JR九州

### 站房
使用中的站房為第二代，屬於高架車站，位於電車通旁的國府一丁目上。從旁邊的馬路有樓梯及升降機到達車站大堂。亦可以透過熊本市電的車站沿行人天橋直接進入二樓的車站大堂內。
車站大堂前方設有可發售特急車票的綠窗口，佐側設有可提供特急車票的自動售票機以及顯示列車位置的顯示板。驗票口綠窗口右側，設有兩組對應出、入閘的IC卡感應器，通過閘口後，在站務室後方為候車室及洗手間，而稍向前行再右轉便進入月台範圍。

#### 舊站房
位於現時路軌的另一段，座落於白山二丁目上，為水泥建成的單層站房。由於當時月台也是位於架空路段，所以剪票口和月台之間設有樓梯連接。

#### 月台
只設有1個側式月台，亦是隨新站房興建時而重新設立，與舊月台剛好位處相反方。新、舊月台同樣為列車不可以交換車站，但是卻為所有行駛豐肥本線上所有特急列車的停車站。月台長度為約130公尺，有效長度為6輛，足以讓特急列車停靠。特別一提是，本站雖然只有1個月台，但仍然標示為1號月台，情況與重建後的女川站的性質相同。
因為車站距離水前寺站600米，因此從月台上可以望向該讀。而新月台靠近路軌的一邊加設了隔音板和外牆裝飾，既可減低音量，亦可用作張貼廣告等宣傳品之用。
列車靠站時，往肥後大津方向為右側上落；往熊本方向為左側上落。
| 月台 | 路線      | 上下行 | 方向                                         |
| ---- | --------- | ------ | -------------------------------------------- |
| 1    | ■豐肥本線 | 下行   | 肥後大津、宮地、大分方向                     |
| 1    | ■豐肥本線 | 上行   | 熊本方向 經■鹿兒島本線往鳥栖、植木、八代方向 |

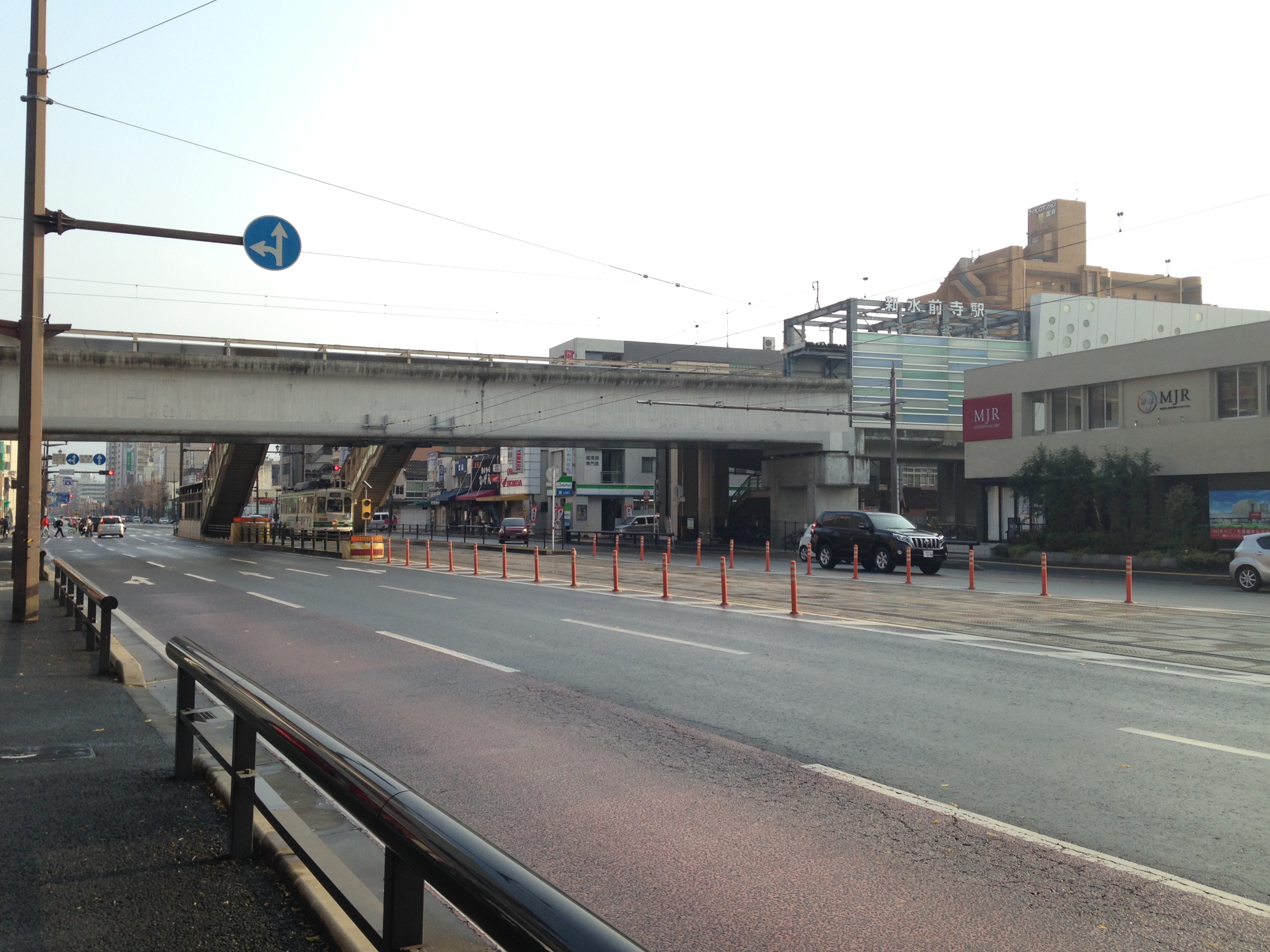
站房遠景。左邊為新水前寺站前停留場。（2014年12月）
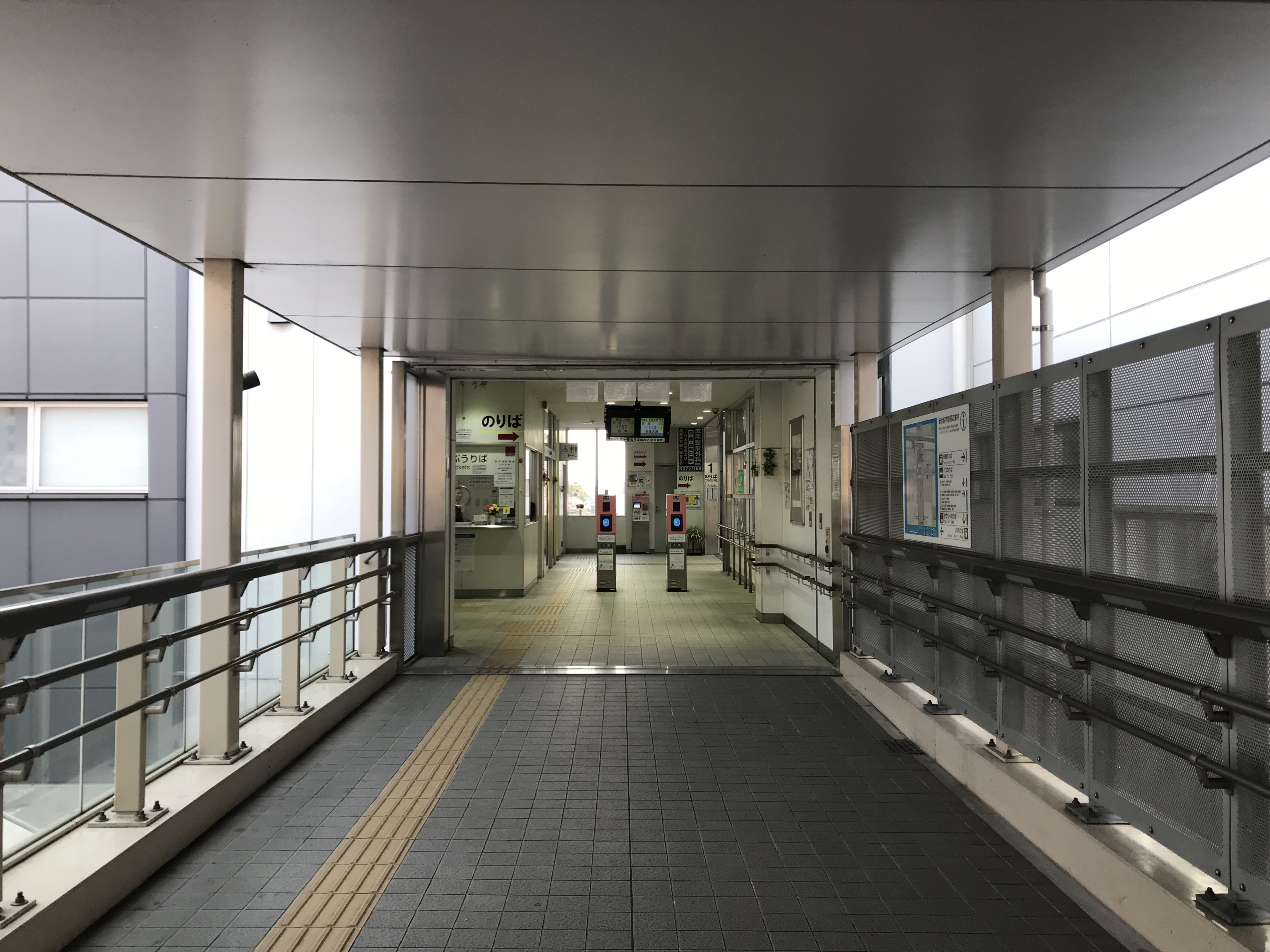
電車站聯絡通道和檢票口
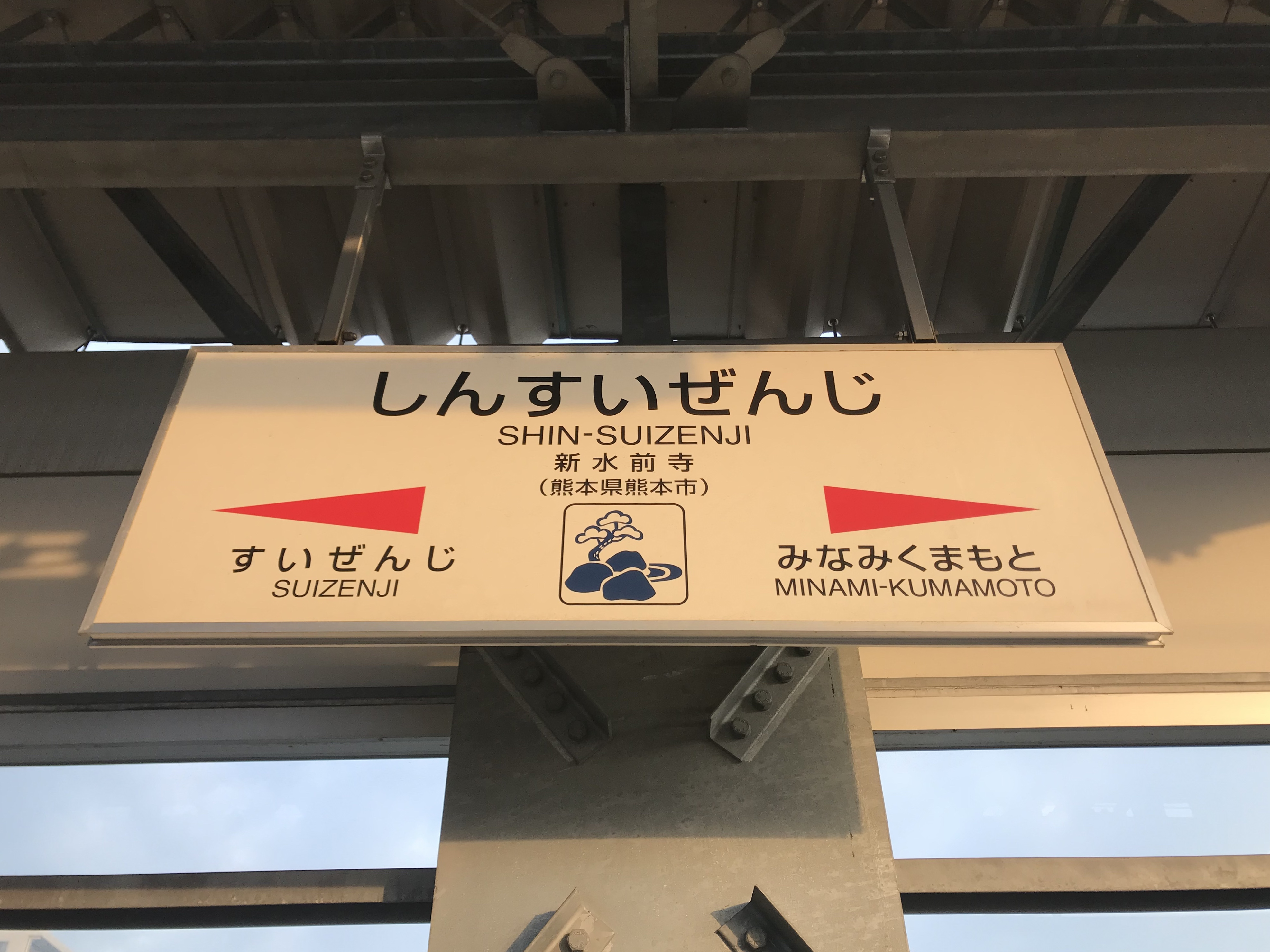
站名牌
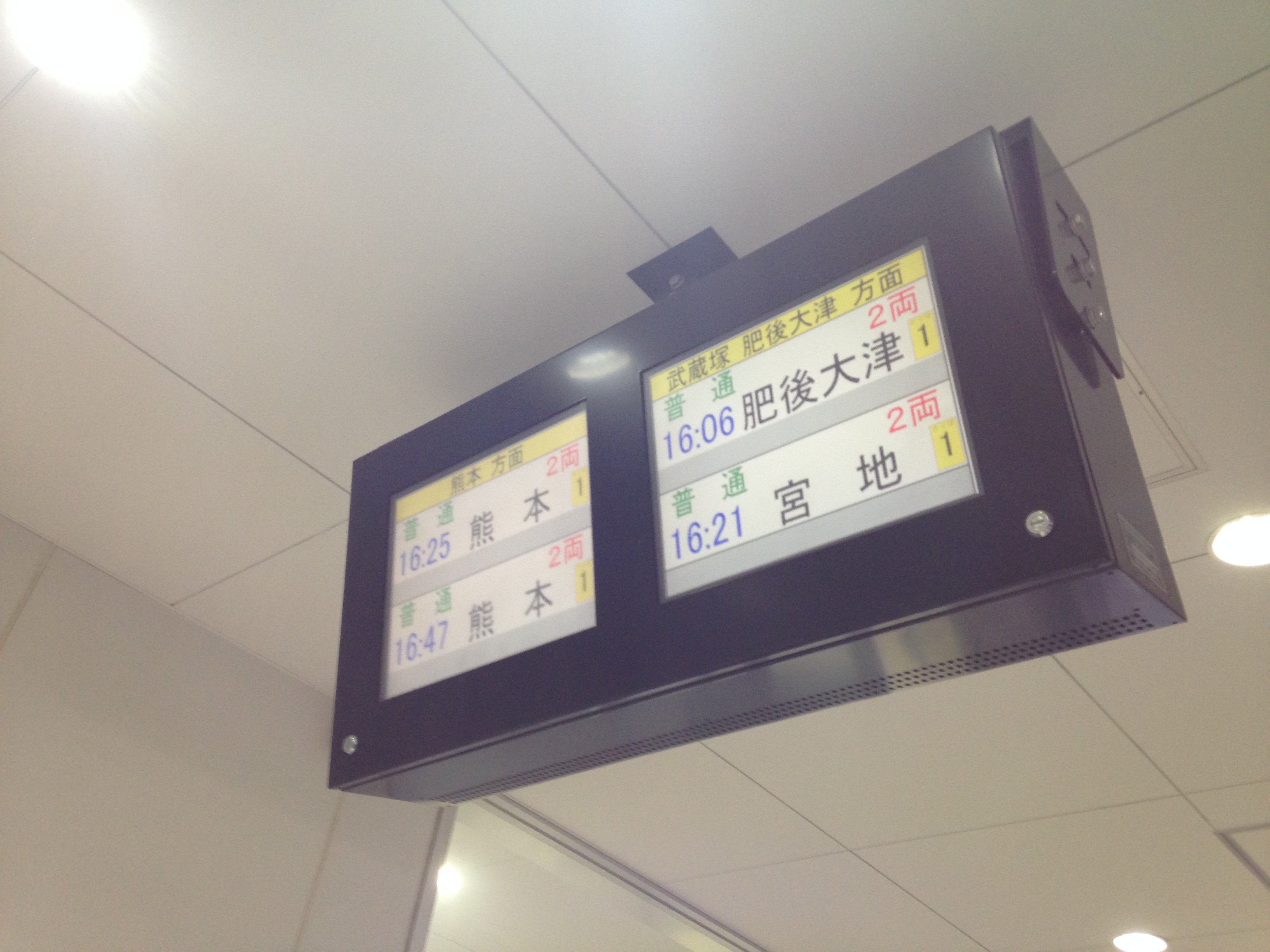
列車出發顯示牌

### 歷史
- 1988年3月13日：九州旅客鐵道（JR九州）開設新水前寺站[1]。
- 2008年7月6日：為了方便乘客轉乘，加設行人天橋等的交通樞紐強化事業開展，臨時車站開始營業[2]。
- 2011年：

- 4月1日：新站房開始使用。
- 7月20日：連接站房、電車站和道路北邊的行人天橋開始使用。

- 2012年12月1日：可以使用IC卡SUGOCA[8]。
- 2023年10月1日：由JR九州服務支援中取回委託權，昇格為直營站。

### 使用狀況
2023年度，JR九州錄得本站平均每日使用人數為5,100人，為豐肥本線中使用量最高的一個車站，也是在熊本縣鐵路車站中第2多人使用。以為為近年JR九州的1日平均乘車人次彎化。
| 年度 | 1日平均 乘車人次 | 變化率 | 注釋   |
| ---- | ---------------- | ------ | ------ |
| 2001 | 2,249            |        |        |
| 2002 | 2,329            | 3.6%   |        |
| 2003 | 2,462            | 5.7%   |        |
| 2004 | 2,419            | -1.7%  |        |
| 2005 | 2,412            | -0.3%  |        |
| 2006 | 2,450            | 1.6%   |        |
| 2007 | 2,468            | 0.7%   |        |
| 2008 | 2,534            | 2.7%   |        |
| 2009 | 2,542            | 0.3%   |        |
| 2010 | 2,707            | 6.5%   |        |
| 2011 | 3,066            | 13.3%  |        |
| 2012 | 3,403            | 10.9%  |        |
| 2013 | 3,716            | 9.2%   |        |
| 2014 | 3,784            | 1.8%   |        |
| 2015 | 4,164            | 10.0%  |        |
| 2016 | 4,276            | 2.7%   | [ 9 ]  |
| 2017 | 4,486            | 4.9%   | [ 10 ] |
| 2018 | 4,639            | 3.4%   | [ 11 ] |
| 2019 | 4,702            | 1.4%   | [ 12 ] |
| 2020 | 3,882            |        | [ 13 ] |
| 2021 | 4,364            |        | [ 14 ] |
| 2022 | 4,696            |        | [ 15 ] |
| 2023 | 5,100            |        | [ 16 ] |

## 熊本市交通局
此電車站的車站編號為16。A系統、B系統停靠此電車站。

### 電車站構造
車站是一座地面車站，設有2面2線的相對式月台。兩月台均設有柵欄和上蓋。兩月台靠近健軍町一方設有斑馬綫，靠近辛島町一方設有直接連接新水前寺站的行人天橋（只有樓梯）。在2018年（平成30年）4月起，國府停留場一方設有折返設備。

### 月台
| 月台 | 路線           | 上下行 | 方向                                       |
| ---- | -------------- | ------ | ------------------------------------------ |
| 西邊 | ■A系統         | 上行   | 通町筋、辛島町、熊本站、田崎橋方向         |
| 西邊 | ■B系統         | 上行   | 通町筋、辛島町、本妙寺入口、上熊本方向     |
| 東邊 | ■A系統、■B系統 | 下行   | 水前寺公園、動植物園入口、健軍町停留場方向 |

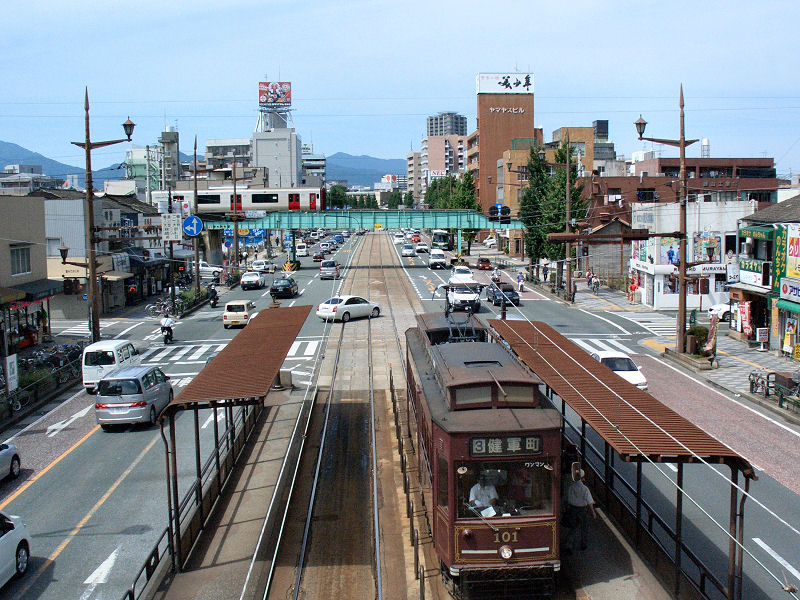
舊電車站（2006年9月14日）
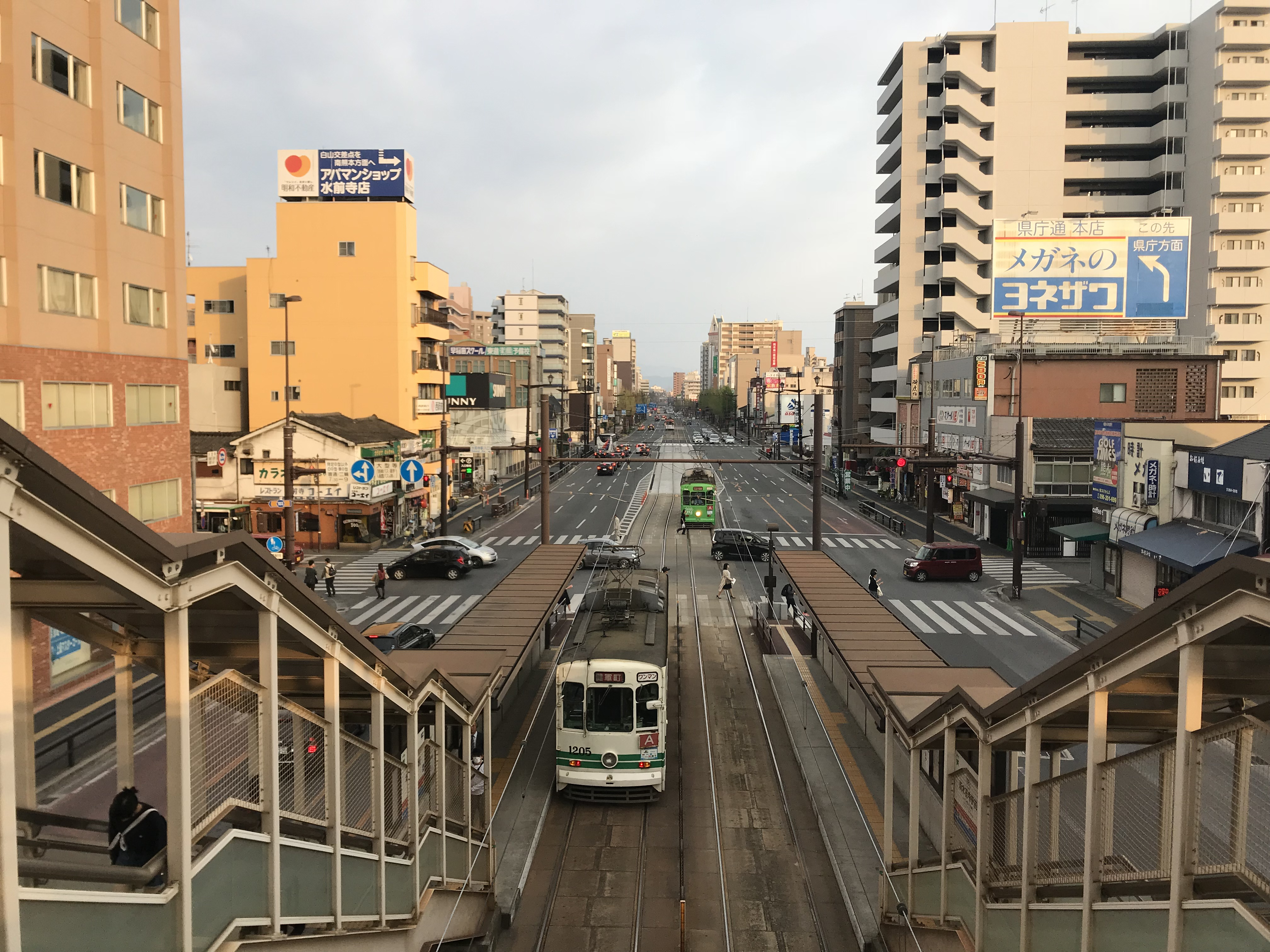
新電車站（2018年4月1日）
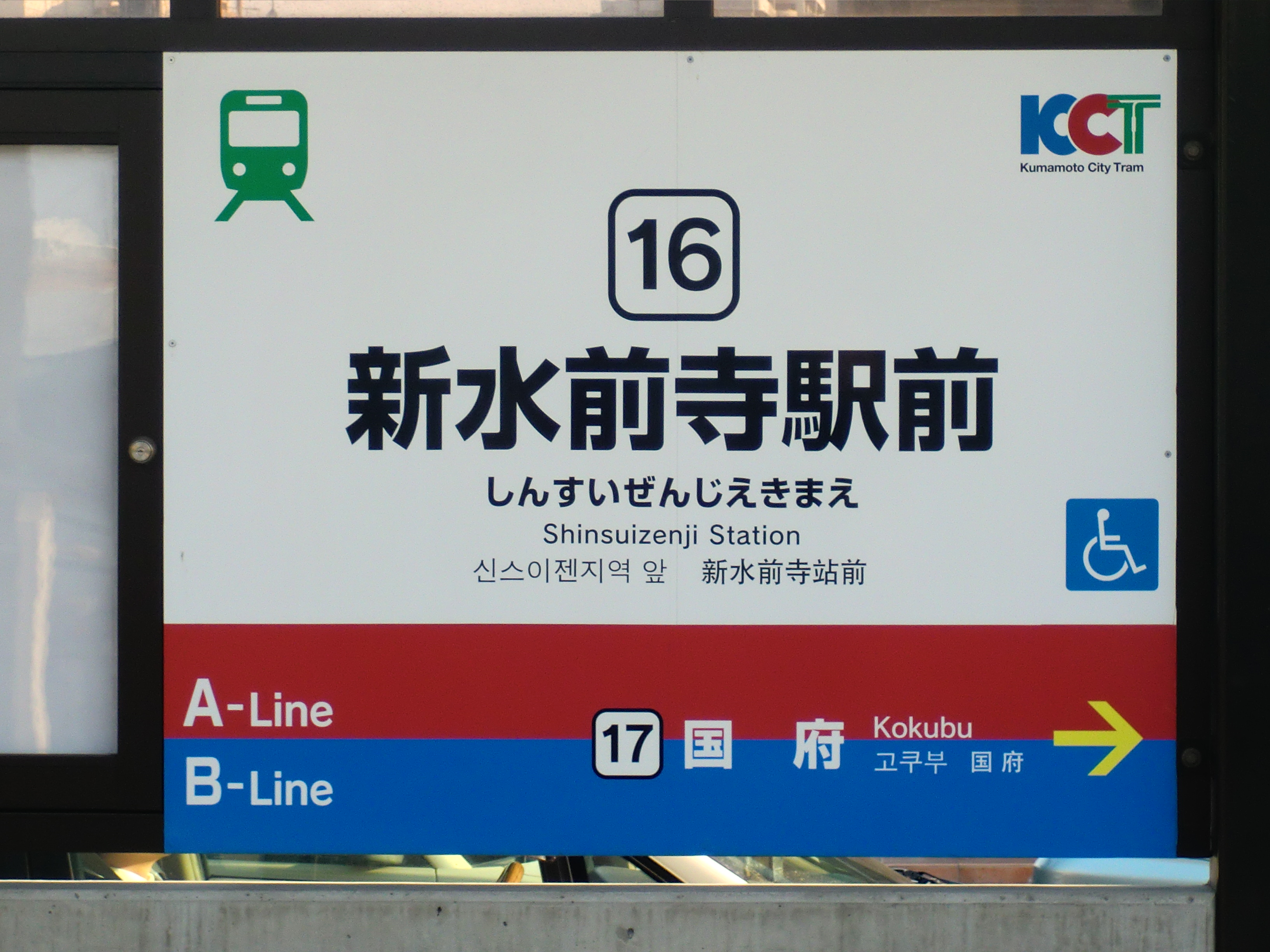
站名牌（健軍町方向）

## 歷史
- 1914年6月21日：宮地輕便線（現時：JR豐肥本線）熊本至肥後大津之間開通。當時只設置水前寺站，此站還未啟用。
- 1924年8月1日：熊本市電水前寺線開業，開設了水前寺站前停留場。
- 1935年2月：水前寺站前停留場改名為水前寺站通停留場。
- 1988年3月13日：九州旅客鐵道（JR九州）開設新水前寺站[1]。
- 2008年7月6日：為了方便乘客轉乘，加設行人天橋等的交通樞紐強化事業開展，臨時車站開始營業[2]。
- 2010年6月19日：新設的高架橋上路軌建設完畢，新月台開始使用[1][3]。
- 2011年：
  - 3月1日：水前寺站通停留場改名為新水前寺站前停留場[17]。
  - 4月1日：新水前寺站的新車站大樓開始使用，新水前寺站前停留場遷移[4]。
  - 7月20日：連接站房、電車站和道路北邊的行人天橋開始使用[1][5]。
- 2012年12月1日：可以使用IC卡SUGOCA[18]。
- 2018年4月：國府停留場一方加設折返設備。

### 使用狀況
以下是本站每日平均使用人數的統計：
。在熊本市交通局電車站中為4多人使用。在近年，特別在2011年（平成23年）九州新幹線全線開通後，乘車人次一直有增加的傾向。
| 年度   | 1日平均 乘車人次 | 1日平均 上下車人次 |
| ------ | ---------------- | ------------------ |
| 2011年 | 1,686            | 3,309              |
| 2012年 | 1,718            | 3,252              |
| 2013年 |                  | 3,777              |
| 2014年 | 2,237            | 4,391              |
| 2015年 | 2,559            | 4,857              |

## 車站周邊
熊本市電使用共用道路（熊本縣道28號熊本高森線（通稱「電車通」））上。與JR豐肥本線的高架橋立體相交。豐肥本線的路軌向西南方（熊本一方）和東北方（大分一方）延伸。
車站附近有許多辦公室、商店和住宅區。
- FamilyMart新水前寺站前店（由JR九州集團的JR九州零售（日语：JR九州リテール）營運。）
- 壺溪塾（日语：壺溪塾）水前寺校
- 村山唱片 水前寺本店
- Sunny水前寺店

## 巴士路線
水前寺駅通 巴士站
- ●產交巴士（日语：九州産交バス）
  - K1-5：經縣廳前（日语：熊本県庁）、川尻町（日语：川尻 (熊本市)）前往松橋（日语：九州産交バス松橋営業所）
  - K3-1：經縣廳前、自衛隊（日语：健軍駐屯地）、健軍四角前往沼山津
  - K3-2：經縣廳前、熊本市民醫院（日语：熊本市民病院）前往沼山津
  - K3-3：經縣廳前、自衛隊、健軍四角前往木山（日语：九州産交バス木山営業所）
  - K5-2：經縣廳前、二里木前往光之森產交（日语：九州産交バス光の森営業所）
  - K6-0：經縣廳前前往縣會議事堂
  - L5-1：經健軍電車站（日语：健軍町停留場）、東無田、木倉前往御船
  - L6-3：經健軍電車站前往木山
  - K1-5/K4-1/K4-3/K5-1/K5-2/L5-1/L6-3：前往櫻町巴士總站（BT）（日语：熊本桜町バスターミナル）
  - A4-2：經京町本丁、植木、北區公所前前往小野泉水
  - K4-2：經櫻町BT前往熊本站前
  - R1-1：經櫻町BT、川尻市道前往川尻町
  - R1-2：經櫻町BT、川尻市道前往國町
  - R1-5：經櫻町BT・川尻市道、宇土站前往松橋
  - S1-0：經櫻町BT、春日校前前往西部車廠
  - S4-1：經櫻町BT、熊本站前、野口町前往熊本水上圓頂（日语：アクアドームくまもと）
  - S4-2：經櫻町BT・熊本站前、野口町前往五丁
  - S4-3：經櫻町BT、熊本站前前往川口
    - T1-1：經櫻町BT、熊本站前、田崎市場前往小島（日语：九州産交バス小島営業所）

  - T1-2：經櫻町BT、熊本站前、田崎市場前往五丁
  - T2-1：經櫻町BT、熊本站前、西高校前前往小島
  - T3-0：經櫻町BT、熊本站前、田崎市場前前往西部車廠（日语：九州産交バス熊本営業所）
- ●電鐵巴士
  - C5-5：經水道町、堀川前往下群（平日早上1班）
  - C9-4：經水道町、楠團地前往杉並台（平日早上1班）
  - K6-0：經縣廳前前往縣會議事堂（平日早上2班）
- ●熊本巴士（日语：熊本バス）
  - K1-2：經縣廳前、畫圖前往城南（日语：熊本バス城南営業所）
  - K1-4：經縣廳前、畫圖前往甲佐（日语：熊本バス甲佐営業所）
  - K2-1：經縣廳前、健軍電車站前前往AEON Mall熊本（日语：イオンモール熊本）
  - K2-3：經縣廳前、健軍電停前、AEON Mall熊本前往城南
  - K2-4・甲佐環狀線：經縣廳前、健軍電停前、御船前往甲佐
  - K2-5：經縣廳前、健軍電車站前、御船前往砥用、學校前
  - K6-0：經縣廳前前往北窪（平日早上1班）
  - L1-1：前往江津團地
  - L1-2：經江津團地前往AEON Mall熊本
  - L2-2：經Seira Town前往AEON Mall熊本
  - L1-1/L1-2/L2-2/K1-3/K1-4/K2-1/K2-3/K2-4/K2-5：前往櫻町BT
  - R1-3：經櫻町BT、川尻市道前往南區公所（平日黃昏1班）
- ○熊本都市巴士（日语：熊本都市バス） - 附近設有2座巴士站
  - 熊本縣道28號線（日语：熊本県道28号熊本高森線）（通稱電車通）沿線上
    - 各系統：前往櫻町BT
    - A1-1：經市政廳、京町本丁前往富尾團地
    - K6-0：經市政廳、坪井橋前往上熊本站前
    - K6-0：經尚絅校前（日语：尚絅中学校・高等学校）、大學醫院（日语：熊本大学病院）前往熊本站前
    - H3-1：經縣廳西門、帶山（日语：帯山）前往長嶺團地、小峯營業所（日语：熊本都市バス小峯営業所）
    - H3-2：經縣廳西門、尾之上小學前前往長嶺團地（平日1班）
    - H3-3：經縣廳西門、鐵工團地前往託麻南（日语：託麻）
    - H3-4：經縣廳西門、日赤醫院（日语：熊本赤十字病院）前往託麻南
    - A1-1・K1-1：經縣廳前、動植物園前（日语：熊本市動植物園）前往若葉校、秋津小楠紀念館前（日语：横井小楠記念館）
    - K1-2：經縣廳前前往動植物園西出口
    - L0-0：八王寺環狀（八王寺、南熊本站前方向）

- - 熊本縣道103號線沿線上
    - J1-1、J1-2、J1-3、J3-3：前往櫻町BT（部分經櫻町BT前往熊本站前）
    - J1-1：經市政廳、坪井橋前往上熊本站（平日早上3班）
    - W2-1：經櫻町BT前往荒尾橋
    - H2-1：經水前寺站前、保田窪入口、日赤醫院前往長嶺團地、小峯營業所
    - J1-1、J1-2：經水前寺站和京塚前往小峯
    - J1-3：經水前寺站前、京塚前往三山莊
    - J2-1：經水前寺站前、京塚、東稜高校（日语：熊本県立東稜高等学校）前前往小峯
    - J3-3：經水前寺站前、京塚、戶島神社前往三山莊

白山町巴士站
- ○熊本都市巴士
  - O3-0：中央環狀線（南熊本站、田崎橋方向）
  - O4-0：中央環狀線（縣立劇場（日语：熊本県立劇場）、大江渡鹿方向）
  - O4-1：前往縣立劇場

## 相鄰車站
九州旅客鐵道（JR九州）
■豐肥本線
■特急「九州橫斷特急」、「阿蘇Boy!」
南熊本－新水前寺－水前寺
註：2025年3月時間表改正後，所有特急列車將不再停靠水前寺站，由本站起的下行方向將直達至肥後大津站。
熊本市交通局
■A系統、■B系統（水前寺線）
味噌天神前（15）－新水前寺站前（16）－國府（17）

## 外部連結
- JR九州新水前寺站（日語）
- 熊本市交通局 （页面存档备份，存于）（日語）